# Scuola di polizia 4 - Cittadini in... guardia
Scuola di polizia 4 - Cittadini in... guardia (Police Academy 4: Citizens on Patrol) è un film del 1987 diretto da Jim Drake.
Questo film segna l'ultima apparizione dei personaggi di Mahoney, Sweetchuck e Zed.

## Trama
Nonostante il ritorno di Harris, ormai diventato capitano, il comandante Lassard ha un'idea: per combattere il crimine, decide di addestrare i cittadini all'uso delle armi. C'è il ritorno del tenente Proctor e del sergente Copeland come fidi subalterni del capitano Harris.

Sebbene il capitano Harris sia contrario al programma di Lassard, quando questi parte per un convegno in Europa, il commissario Hurst, come sostituto, nomina proprio Harris capo istruttore del programma. Il capitano la prende molto male e fa di tutto perché tale programma si riveli un fiasco totale.
Non la pensano così i ragazzi di Lassard, che ce la mettono tutta per dare la migliore istruzione possibile agli aspiranti poliziotti. Il tutto, però, si dimostra un disastro, ed il sergente Mahoney ha il compito di rimediare ai problemi creati dai cittadini capeggiati dalla signora Feldman, un'arzilla vecchietta amante delle armi, molto stimata da Tackleberry. Un intervento maldestro di tre cittadini aspiranti poliziotti fa saltare la più grande operazione di infiltrazione della storia della polizia della città e, per questo motivo, Harris sospende il programma. Tuttavia, tale manovra sbagliata non è nulla in confronto al disastro di Proctor, che da sempre si ritiene un esperto poliziotto, ma che dimostra tutta la sua incapacità. Infatti, durante la visita di alcuni importanti funzionari di polizia provenienti da varie parti del mondo, si fa abbindolare dai detenuti rinchiusi in un carcere di massima sicurezza. Uno di questi, attraverso un gioco, fa avvicinare il tenente alla cella di un altro detenuto che gli sottrae la pistola, le manette e le chiavi. I criminali fuggono e rinchiudono tutti i poliziotti, compresi Hurst, Harris e Proctor. Tuttavia, a liberarli ci pensa proprio la signora Feldman. Dopo uno spettacolare inseguimento, avvenuto in mongolfiera, i fuggitivi vengono di nuovo arrestati.

## Seguito
- Scuola di polizia (Police Academy) (1984)
- Scuola di polizia 2 - Prima missione (Police Academy 2: Their First Assignment) (1985)
- Scuola di polizia 3 - Tutto da rifare (Police Academy 3: Back in Training) (1986)
- Scuola di polizia 5 - Destinazione Miami (Police Academy 5: Assignment: Miami Beach) (1988)
- Scuola di polizia 6 - La città è assediata (Police Academy 6: City Under Siege) (1989)
- Scuola di polizia - Missione a Mosca (Police Academy 7: Mission to Moscow) (1994)

## Colonna sonora
- It Doesn't Have To Be This Way, cantata dai The Blow Monkeys, la canzone nella scena in cui Zed Bobcat Goldthwait e Laura Corinne Bohrer si abbracciano amorosamente in un parco.